# T. H. White

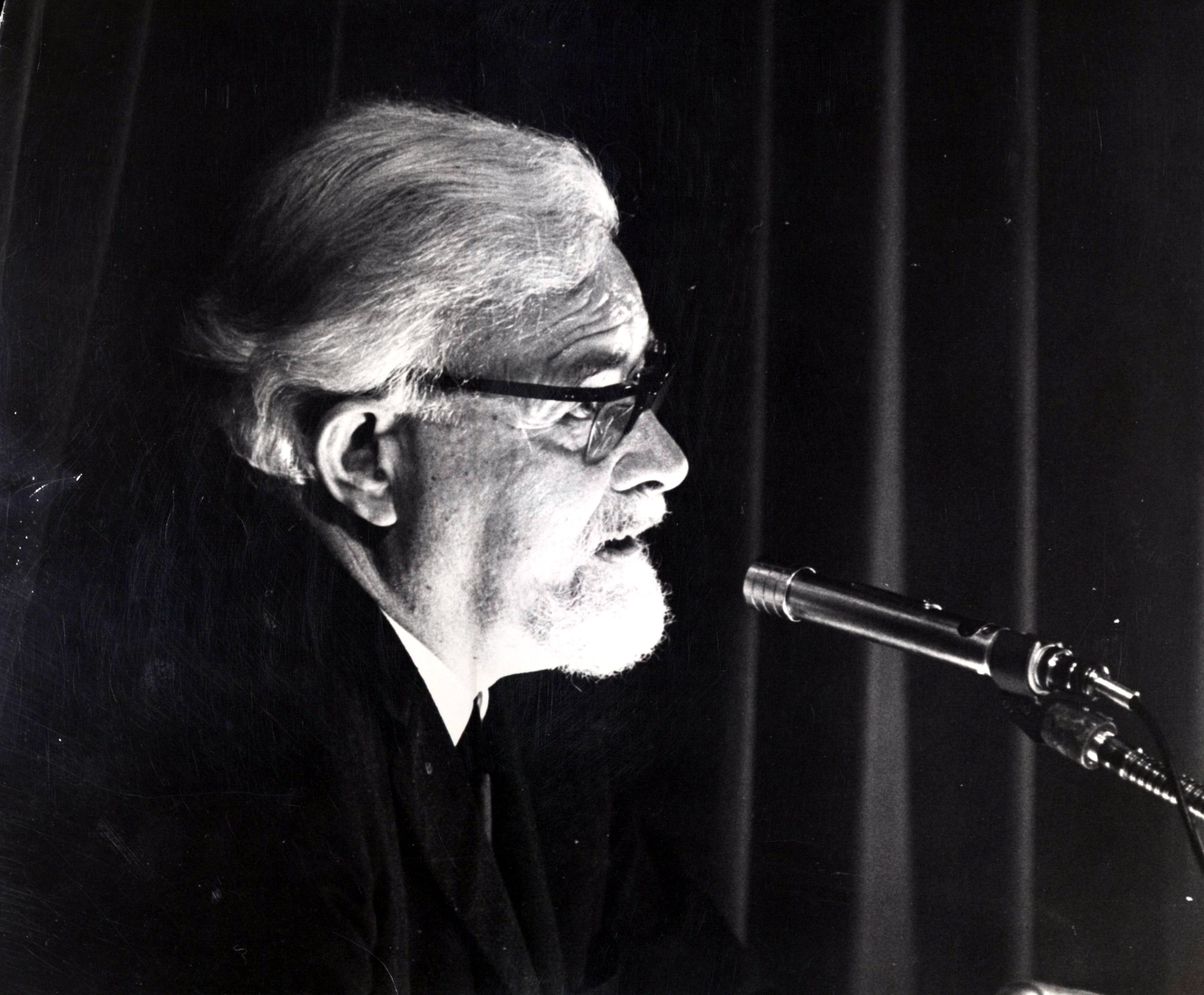
T. H. White

Terence Hanbury White (* 29. Mai 1906 in Bombay, British India; † 17. Januar 1964 in Piräus, Griechenland), international allgemein bekannt als T. H. White, war ein britischer Schriftsteller, der zeitweilig das Pseudonym James Aston benutzte.

## Leben
Geboren in Bombay, wo sein Vater Mitglied des Indian Civil Service war, verbrachte T. H. White die Schulzeit jedoch in Cheltenham (Gloucestershire), Großbritannien, und machte 1928 seinen Abschluss am Queens’ College in Cambridge. Auf die Leiden in seiner Schulzeit führte White seine lebenslange Affinität zum Spanking zurück.
Von 1930 bis 1936 war er Englischlehrer an einer staatlichen Grundschule. In der Freizeit setzte er sich mit den Lebensbedingungen im Mittelalter auseinander, was seinen Blick auch auf die Legenden um König Arthur lenkte.
Ab 1936 widmete sich T. H. White ganz der Schriftstellerei, sein Buch England have my bones hatte kurz zuvor erste literarische Erfolge erzielt. Einher ging dies auch mit seinem Rückzug auf die Kanalinsel Alderney, auf der er bis zu seinem Tod lebte.
Am bekanntesten wurde T. H. White mit The Once And Future King (Der König auf Camelot), einer Adaption des Romans Le Morte d'Arthur aus dem 15. Jahrhundert von Sir Thomas Malory. Die vier Teile dieses Werks erschienen jeweils als Einzelbände in den Jahren 1938, 1939, 1940 und 1958. Der erste Teil The Sword in the Stone  bildete die Grundlage für die Walt-Disney-Zeichentrickfilmadaption Die Hexe und der Zauberer. Alan Jay Lerner und Frederick Loewe bearbeiteten den Stoff für ihr Musical Camelot (1960).
Darüber hinaus verfasste T. H. White aber auch Gedichte, Abenteuer- und Detektivgeschichten sowie Bücher über das Jagen und andere Sportarten. Whites Versuche als Falkner, bei denen er 1936 einen Habicht auf altertümliche Weise zu zähmen versuchte und über die erst 1951 als persönlicher Erfahrungsbericht sein Buch The Goshawk erschien (dt. 2019 als Der Habicht), werden auch in H wie Habicht von Helen Macdonald thematisiert.
Postum wurde America At Last veröffentlicht, in dem er eine Lesereise in den USA verarbeitet hatte. Bei der Rückkehr von dieser Lesereise starb T. H. White im Januar 1964 im Alter von 57 Jahren an Bord eines Schiffes im Hafen von Piräus.
Das Archiv der „The T. H. White Collection“ findet sich in der „University of Texas at Austin“ im „Harry Ransom Humanities Research Center“.

## Auszeichnung
- 2014: Retro Hugo Award für The Sword in the Stone, Das Schwert im Stein aus dem Jahr 1938

## Bibliografie
The Once and Future King / Der König auf Camelot
- 1 The Sword in the Stone (1938)
- 2 The Witch in the Wood (1939, auch als The Queen of Air and Darkness)
- 3 The Ill-Made Knight (1940)
- 4 The Candle in the Wind (1958)
- 5 The Book of Merlyn (1977)
  - Deutsch: Das Buch Merlin. Diederichs, 1980, ISBN 3-424-00685-8.
- The Once and Future King (1958, Sammelausgabe von 1–4)
  - Deutsch: Der König auf Camelot. 2 Bde. Klett-Cotta (Hobbit Presse), 1976:
    - Bd. 1: Das Schwert im Stein / Die Königin von Luft und Dunkelheit, ISBN 3-12-908690-0.
    - Bd. 2: Der missratene Ritter / Die Kerze im Wind, ISBN 3-12-908730-3.
    - Ausgabe in einem Band: Der König auf Camelot. Klett-Cotta (Hobbit Presse), 2004, ISBN 3-608-93713-7.
- The Once and Future King (1996, Sammelausgabe von 1–5)

Hörbücher (alle gelesen von Jochen Malmsheimer):
- Das Schwert im Stein. 6 Audio-CDs, 2006, ISBN 3-936186-59-6.
- Die Königin von Luft und Dunkelheit. 3 Audio-CDs, 2006, ISBN 3-938781-30-0.
- Der missratene Ritter. 6 Audio-CDs, 2007, ISBN 978-3-938781-43-2.
- Die Kerze im Wind. 4 Audio-CDs, 2007, ISBN 978-3-938781-57-9.

Romane
- Dead Mr. Nixon (1931, mit R. McNair Scott)
- Darkness at Pemberley (1932)
- First Lesson (1932, als James Aston)
- They Winter Abroad (1932, als James Aston)
- Farewell, Victoria (1933)
- Mistress Masham's Repose (1946)
  - Deutsch: Das Geheimnis von Liliput. List, 1951.
  - Deutsch: Schloss Malplaquet oder Lilliput im Exil. Diederichs, 1981, ISBN 3-424-00720-X.
- The Elephant and the Kangaroo (1947)
  - Deutsch: Mr White treibt auf der reißenden Liffey nach Dublin. Ein Überlebensroman.[2] Diederichs, 1984, ISBN 3-424-00783-8.
- The Master: An Adventure Story (1957, Kinderbuch)
  - Deutsch: Der Herrscher im Fels. Diederichs, 1983, ISBN 3-424-00754-4.

Lyrik
- Loved Helen and Other Poems (1929)
- The Green Bay Tree; or, The Wicked Man Touches Wood (1929)
- Verses (1962)
- A Joy Proposed (1980)

Sammlungen
- Earth Stopped: or Mr. Marx's Sporting Tour (1934)
- Gone to Ground (1935)
- The Maharajah and Other Stories (1981)
- Variant: The Maharajah & Other Stories (1981)
  - Deutsch: Kopfkalamitäten und andere Geschichten. Diederichs, 1982, ISBN 3-424-00730-7.

Kurzgeschichten
- Shining Hat at Tarring Neville (1935)
- Madame Mim (1938)
- The Unicorn (1939)
  - Deutsch: Das Einhorn. 1985.

Sonstiges
- England Have My Bones (1936)
- Burke's Steerage; or, The Amateur Gentleman's Introduction to Noble Sports and Pastimes (1938)
- The Age of Scandal: An Excursion Through a Minor Period (1950)
- The Goshawk (1951)
  - Deutsch: Der Habicht. Übersetzt von Ulrike Kretschmer, Herausgeberin: Judith Schalansky. Matthes & Seitz Berlin, Reihe Naturkunden (Bd. 47), Berlin 2019, ISBN 978-3-95757-642-2
- The Scandalmonger (1952)
- The Godstone and the Blackymor (1959)
- America at Last: The American Journal of T. H. White (1965)

Briefe
- The White/Garnett Letters (1968, hrsg. von David Garnett)
- Letters to a Friend: The Correspondence Between T. H. White and L. J. Potts (1982, hrsg. von Francois Gallix)

Übersetzung
- The Book of Beasts, Being a Translation from a Latin Bestiary of the Twelfth Century (1954)